# Lista över fornlämningar i Uppsala kommun (Knutby)
Lista över fornlämningar i Uppsala kommun (Knutby) är en förteckning av ett urval av de fornlämningar som finns i Knutby i Uppsala kommun.
| Namn                             | Lämningstyp                      | Tillkomsttid | Historisk indelning | Plats | Läge                 | ID-nr          | Bild                                      |
| -------------------------------- | -------------------------------- | ------------ | ------------------- | ----- | -------------------- | -------------- | ----------------------------------------- |
| Knutby 1:1                       | Gravfält                         |              | Knutby, Uppland     |       | 59.894022, 18.227965 | 10024900010001 | Ladda upp en bild av detta fornminne      |
| Knutby 3:1                       | Gravfält                         |              | Knutby, Uppland     |       | 59.901872, 18.222325 | 10024900030001 | Ladda upp en bild av detta fornminne      |
| Knutby 4:1                       | Stensättning                     |              | Knutby, Uppland     |       | 59.900084, 18.242984 | 10024900040001 | Ladda upp en bild av detta fornminne      |
| Knutby 5:1                       | Gravfält                         |              | Knutby, Uppland     |       | 59.900988, 18.242789 | 10024900050001 | Ladda upp en bild av detta fornminne      |
| Knutby 7:1                       | Stensättning                     |              | Knutby, Uppland     |       | 59.875183, 18.226437 | 10024900070001 | Ladda upp en bild av detta fornminne      |
| Knutby 8:1                       | Gravfält                         |              | Knutby, Uppland     |       | 59.899603, 18.212942 | 10024900080001 | Ladda upp en bild av detta fornminne      |
| Knutby 9:1                       | Stensättning                     |              | Knutby, Uppland     |       | 59.899107, 18.213100 | 10024900090001 | Ladda upp en bild av detta fornminne      |
| Knutby 9:2                       | Stensättning                     |              | Knutby, Uppland     |       | 59.899004, 18.213020 | 10024900090002 | Ladda upp en bild av detta fornminne      |
| Knutby 10:1                      | Hög                              |              | Knutby, Uppland     |       | 59.900072, 18.205801 | 10024900100001 | Ladda upp en bild av detta fornminne      |
| Knutby 10:2                      | Stensättning                     |              | Knutby, Uppland     |       | 59.899890, 18.206519 | 10024900100002 | Ladda upp en bild av detta fornminne      |
| Knutby 11:1                      | Gravfält                         |              | Knutby, Uppland     |       | 59.899179, 18.205992 | 10024900110001 | Ladda upp en bild av detta fornminne      |
| Knutby 12:1                      | Gravfält                         |              | Knutby, Uppland     |       | 59.900132, 18.199327 | 10024900120001 | Ladda upp en bild av detta fornminne      |
| Knutby 13:1                      | Gravfält                         |              | Knutby, Uppland     |       | 59.901006, 18.197691 | 10024900130001 | Ladda upp en bild av detta fornminne      |
| Knutby 14:1                      | Gravfält                         |              | Knutby, Uppland     |       | 59.902030, 18.203567 | 10024900140001 | Ladda upp en bild av detta fornminne      |
| Knutby 15:1                      | Gravfält                         |              | Knutby, Uppland     |       | 59.902074, 18.191889 | 10024900150001 | Ladda upp en bild av detta fornminne      |
| Knutby 16:1                      | Gravfält                         |              | Knutby, Uppland     |       | 59.901654, 18.193713 | 10024900160001 | Ladda upp en bild av detta fornminne      |
| Knutby 17:1                      | Röse                             |              | Knutby, Uppland     |       | 59.889387, 18.199651 | 10024900170001 | Ladda upp en bild av detta fornminne      |
| Knutby 17:2                      | Stensättning                     |              | Knutby, Uppland     |       | 59.889253, 18.199626 | 10024900170002 | Ladda upp en bild av detta fornminne      |
| Knutby 17:3                      | Stensättning                     |              | Knutby, Uppland     |       | 59.889162, 18.199658 | 10024900170003 | Ladda upp en bild av detta fornminne      |
| Knutby 18:1                      | Gravfält                         |              | Knutby, Uppland     |       | 59.903982, 18.200915 | 10024900180001 | Ladda upp en bild av detta fornminne      |
| Knutby 19:1                      | Gravfält                         |              | Knutby, Uppland     |       | 59.905724, 18.202832 | 10024900190001 | Ladda upp en bild av detta fornminne      |
| Knutby 20:1                      | Gravfält                         |              | Knutby, Uppland     |       | 59.913267, 18.181703 | 10024900200001 | Ladda upp en bild av detta fornminne      |
| Knutby 21:2                      | Stensättning                     |              | Knutby, Uppland     |       | 59.924989, 18.185512 | 10024900210002 | Ladda upp en bild av detta fornminne      |
| Knutby 22:1                      | Röse                             |              | Knutby, Uppland     |       | 59.922858, 18.185627 | 10024900220001 | Ladda upp en bild av detta fornminne      |
| Knutby 22:2                      | Röse                             |              | Knutby, Uppland     |       | 59.922698, 18.185605 | 10024900220002 | Ladda upp en bild av detta fornminne      |
| Knutby 23:1                      | Gravfält                         |              | Knutby, Uppland     |       | 59.920498, 18.192765 | 10024900230001 | Ladda upp en bild av detta fornminne      |
| Knutby 24:1                      | Gravfält                         |              | Knutby, Uppland     |       | 59.907847, 18.205310 | 10024900240001 | Ladda upp en bild av detta fornminne      |
| Knutby 25:1                      | Grav- och boplatsområde          |              | Knutby, Uppland     |       | 59.906091, 18.215598 | 10024900250001 | Ladda upp en bild av detta fornminne      |
| Knutby 26:1                      | Hög                              |              | Knutby, Uppland     |       | 59.906955, 18.217702 | 10024900260001 | Ladda upp en bild av detta fornminne      |
| Knutby 26:2                      | Stensättning                     |              | Knutby, Uppland     |       | 59.907005, 18.217495 | 10024900260002 | Ladda upp en bild av detta fornminne      |
| Knutby 27:1                      | Hög                              |              | Knutby, Uppland     |       | 59.907785, 18.217645 | 10024900270001 | Ladda upp en bild av detta fornminne      |
| Knutby 27:2                      | Hög                              |              | Knutby, Uppland     |       | 59.907702, 18.217796 | 10024900270002 | Ladda upp en bild av detta fornminne      |
| Knutby 28:1                      | Hög                              |              | Knutby, Uppland     |       | 59.910015, 18.215857 | 10024900280001 | Ladda upp en bild av detta fornminne      |
| Knutby 29:1                      | Röse                             |              | Knutby, Uppland     |       | 59.919718, 18.204155 | 10024900290001 | Ladda upp en bild av detta fornminne      |
| Knutby 30:1                      | Röse                             |              | Knutby, Uppland     |       | 59.917471, 18.197335 | 10024900300001 | Ladda upp en bild av detta fornminne      |
| Knutby 31:3                      | Stensättning                     |              | Knutby, Uppland     |       | 59.924701, 18.192050 | 10024900310003 | Ladda upp en bild av detta fornminne      |
| Knutby 31:4                      | Stensättning                     |              | Knutby, Uppland     |       | 59.924700, 18.191703 | 10024900310004 | Ladda upp en bild av detta fornminne      |
| Knutby 31:5                      | Röse                             |              | Knutby, Uppland     |       | 59.925000, 18.193020 | 10024900310005 | Ladda upp en bild av detta fornminne      |
| Knutby 31:6                      | Röse                             |              | Knutby, Uppland     |       | 59.925127, 18.193040 | 10024900310006 | Ladda upp en bild av detta fornminne      |
| Knutby 33:1                      | Stensättning                     |              | Knutby, Uppland     |       | 59.925174, 18.183911 | 10024900330001 | Ladda upp en bild av detta fornminne      |
| Knutby 33:2                      | Stensättning                     |              | Knutby, Uppland     |       | 59.925034, 18.184087 | 10024900330002 | Ladda upp en bild av detta fornminne      |
| Knutby 34:1                      | Stensättning                     |              | Knutby, Uppland     |       | 59.927641, 18.179660 | 10024900340001 | Ladda upp en bild av detta fornminne      |
| Knutby 34:2                      | Stensättning                     |              | Knutby, Uppland     |       | 59.927626, 18.179903 | 10024900340002 | Ladda upp en bild av detta fornminne      |
| Knutby 34:3                      | Stensättning                     |              | Knutby, Uppland     |       | 59.927730, 18.180819 | 10024900340003 | Ladda upp en bild av detta fornminne      |
| Knutby 35:1                      | Gravfält                         |              | Knutby, Uppland     |       | 59.900909, 18.285312 | 10024900350001 | Ladda upp en bild av detta fornminne      |
| U 590 (Knutby 36:1)              | Runristning                      |              | Knutby, Uppland     |       | 59.897145, 18.376975 | 10024900360001 | Ladda upp en till bild av detta fornminne |
| Knutby 37:1                      | Gravfält                         |              | Knutby, Uppland     |       | 59.898468, 18.340751 | 10024900370001 | Ladda upp en bild av detta fornminne      |
| Knutby 38:1                      | Gravfält                         |              | Knutby, Uppland     |       | 59.927225, 18.279526 | 10024900380001 | Ladda upp en bild av detta fornminne      |
| Knutby 40:1                      | Gravfält                         |              | Knutby, Uppland     |       | 59.927159, 18.289064 | 10024900400001 | Ladda upp en bild av detta fornminne      |
| Knutby 43:1                      | Gravfält                         |              | Knutby, Uppland     |       | 59.944006, 18.296497 | 10024900430001 | Ladda upp en bild av detta fornminne      |
| Knutby 44:1                      | Stensättning                     |              | Knutby, Uppland     |       | 59.940014, 18.305880 | 10024900440001 | Ladda upp en bild av detta fornminne      |
| Knutby 45:1                      | Röse                             |              | Knutby, Uppland     |       | 59.943809, 18.304317 | 10024900450001 | Ladda upp en bild av detta fornminne      |
| Knutby 45:2                      | Röse                             |              | Knutby, Uppland     |       | 59.943929, 18.304088 | 10024900450002 | Ladda upp en bild av detta fornminne      |
| Knutby 51:1                      | Grav markerad av sten/block      |              | Knutby, Uppland     |       | 59.906957, 18.237610 | 10024900510001 | Ladda upp en bild av detta fornminne      |
| Knutby 51:2                      | Grav markerad av sten/block      |              | Knutby, Uppland     |       | 59.906828, 18.237981 | 10024900510002 | Ladda upp en bild av detta fornminne      |
| Knutby 51:3                      | Grav markerad av sten/block      |              | Knutby, Uppland     |       | 59.906768, 18.237904 | 10024900510003 | Ladda upp en bild av detta fornminne      |
| Knutby 52:1                      | Gravfält                         |              | Knutby, Uppland     |       | 59.908705, 18.230047 | 10024900520001 | Ladda upp en bild av detta fornminne      |
| Knutby 53:1                      | Gravfält                         |              | Knutby, Uppland     |       | 59.906589, 18.245894 | 10024900530001 | Ladda upp en till bild av detta fornminne |
| Knutby 57:1                      | Gravfält                         |              | Knutby, Uppland     |       | 59.907075, 18.253081 | 10024900570001 | Ladda upp en bild av detta fornminne      |
| Knutby 58:1                      | Stensättning                     |              | Knutby, Uppland     |       | 59.910433, 18.229323 | 10024900580001 | Ladda upp en bild av detta fornminne      |
| Knutby 58:2                      | Stensättning                     |              | Knutby, Uppland     |       | 59.910334, 18.229231 | 10024900580002 | Ladda upp en bild av detta fornminne      |
| Knutby 62:1                      | Fornborg                         |              | Knutby, Uppland     |       | 59.914668, 18.250411 | 10024900620001 | Ladda upp en bild av detta fornminne      |
| Knutby 63:1                      | Gravfält                         |              | Knutby, Uppland     |       | 59.905502, 18.253813 | 10024900630001 | Ladda upp en bild av detta fornminne      |
| Knutby 64:1                      | Stensättning                     |              | Knutby, Uppland     |       | 59.905063, 18.253506 | 10024900640001 | Ladda upp en bild av detta fornminne      |
| U 592 (Knutby 65:1)              | Runristning                      |              | Knutby, Uppland     |       | 59.902786, 18.244520 | 10024900650001 | Ladda upp en bild av detta fornminne      |
| Knutby 66:1                      | Gravfält                         |              | Knutby, Uppland     |       | 59.903759, 18.246467 | 10024900660001 | Ladda upp en bild av detta fornminne      |
| Knutby 67:1                      | Hällristning                     |              | Knutby, Uppland     |       | 59.904550, 18.240493 | 10024900670001 | Ladda upp en bild av detta fornminne      |
| Knutby 67:2                      | Stensättning                     |              | Knutby, Uppland     |       | 59.904571, 18.240863 | 10024900670002 | Ladda upp en bild av detta fornminne      |
| Knutby 72:1                      | Gravfält                         |              | Knutby, Uppland     |       | 59.919898, 18.266702 | 10024900720001 | Ladda upp en bild av detta fornminne      |
| Knutby 75:1                      | Gravfält                         |              | Knutby, Uppland     |       | 59.908290, 18.275883 | 10024900750001 | Ladda upp en bild av detta fornminne      |
| Knutby 76:1                      | Stensättning                     |              | Knutby, Uppland     |       | 59.906373, 18.280749 | 10024900760001 | Ladda upp en bild av detta fornminne      |
| Knutby 76:2                      | Stensättning                     |              | Knutby, Uppland     |       | 59.906552, 18.280645 | 10024900760002 | Ladda upp en bild av detta fornminne      |
| Knutby 77:1                      | Gravfält                         |              | Knutby, Uppland     |       | 59.902608, 18.288454 | 10024900770001 | Ladda upp en bild av detta fornminne      |
| Knutby 78:1                      | Gravfält                         |              | Knutby, Uppland     |       | 59.906970, 18.289350 | 10024900780001 | Ladda upp en bild av detta fornminne      |
| Knutby 79:1                      | Gravfält                         |              | Knutby, Uppland     |       | 59.908569, 18.290915 | 10024900790001 | Ladda upp en bild av detta fornminne      |
| Knutby 80:1                      | Stensättning                     |              | Knutby, Uppland     |       | 59.908269, 18.287942 | 10024900800001 | Ladda upp en bild av detta fornminne      |
| Knutby 80:2                      | Stensättning                     |              | Knutby, Uppland     |       | 59.908202, 18.288121 | 10024900800002 | Ladda upp en bild av detta fornminne      |
| Knutby 80:3                      | Stensättning                     |              | Knutby, Uppland     |       | 59.908393, 18.287868 | 10024900800003 | Ladda upp en bild av detta fornminne      |
| Knutby 81:1                      | Gravfält                         |              | Knutby, Uppland     |       | 59.908908, 18.285523 | 10024900810001 | Ladda upp en bild av detta fornminne      |
| Knutby 84:1                      | Hög                              |              | Knutby, Uppland     |       | 59.907633, 18.272446 | 10024900840001 | Ladda upp en bild av detta fornminne      |
| Knutby 85:1                      | Gravfält                         |              | Knutby, Uppland     |       | 59.901549, 18.282645 | 10024900850001 | Ladda upp en bild av detta fornminne      |
| Knutby 87:1                      | Gravfält                         |              | Knutby, Uppland     |       | 59.911201, 18.285618 | 10024900870001 | Ladda upp en bild av detta fornminne      |
| Knutby 89:1                      | Gravfält                         |              | Knutby, Uppland     |       | 59.916225, 18.268930 | 10024900890001 | Ladda upp en bild av detta fornminne      |
| Knutby 92:1                      | Gravfält                         |              | Knutby, Uppland     |       | 59.911701, 18.279184 | 10024900920001 | Ladda upp en bild av detta fornminne      |
| Knutby 93:1                      | Hög                              |              | Knutby, Uppland     |       | 59.907367, 18.279808 | 10024900930001 | Ladda upp en bild av detta fornminne      |
| Knutby 94:1                      | Röse                             |              | Knutby, Uppland     |       | 59.947522, 18.308111 | 10024900940001 | Ladda upp en bild av detta fornminne      |
| Knutby 94:2                      | Röse                             |              | Knutby, Uppland     |       | 59.947622, 18.308542 | 10024900940002 | Ladda upp en bild av detta fornminne      |
| Knutby 94:3                      | Stensättning                     |              | Knutby, Uppland     |       | 59.947695, 18.308694 | 10024900940003 | Ladda upp en bild av detta fornminne      |
| Knutby 95:1                      | Röse                             |              | Knutby, Uppland     |       | 59.947371, 18.306034 | 10024900950001 | Ladda upp en bild av detta fornminne      |
| Knutby 95:2                      | Röse                             |              | Knutby, Uppland     |       | 59.947439, 18.306448 | 10024900950002 | Ladda upp en bild av detta fornminne      |
| Knutby 95:3                      | Röse                             |              | Knutby, Uppland     |       | 59.947404, 18.306702 | 10024900950003 | Ladda upp en bild av detta fornminne      |
| Knutby 97:1                      | Gravfält                         |              | Knutby, Uppland     |       | 59.914605, 18.273425 | 10024900970001 | Ladda upp en bild av detta fornminne      |
| Knutby 99:1                      | Gravfält                         |              | Knutby, Uppland     |       | 59.941683, 18.313470 | 10024900990001 | Ladda upp en bild av detta fornminne      |
| Knutby 101:1                     | Röse                             |              | Knutby, Uppland     |       | 59.943864, 18.314474 | 10024901010001 | Ladda upp en bild av detta fornminne      |
| Knutby 102:1                     | Fornborg                         |              | Knutby, Uppland     |       | 59.948980, 18.336911 | 10024901020001 | Ladda upp en bild av detta fornminne      |
| Vällnora fornborg (Knutby 103:1) | Fornborg                         |              | Knutby, Uppland     |       | 59.960373, 18.339921 | 10024901030001 | Ladda upp en bild av detta fornminne      |
| Knutby 104:1                     | Gravfält                         |              | Knutby, Uppland     |       | 59.931204, 18.258491 | 10024901040001 | Ladda upp en bild av detta fornminne      |
| Knutby 105:1                     | Gravfält                         |              | Knutby, Uppland     |       | 59.904594, 18.204405 | 10024901050001 | Ladda upp en bild av detta fornminne      |
| Knutby 106:1                     | Gravfält                         |              | Knutby, Uppland     |       | 59.904352, 18.247259 | 10024901060001 | Ladda upp en bild av detta fornminne      |
| Knutby 107:1                     | Stensättning                     |              | Knutby, Uppland     |       | 59.910322, 18.283149 | 10024901070001 | Ladda upp en bild av detta fornminne      |
| Knutby 108:1                     | Stensättning                     |              | Knutby, Uppland     |       | 59.900267, 18.188560 | 10024901080001 | Ladda upp en bild av detta fornminne      |
| Knutby 109:1                     | Stensättning                     |              | Knutby, Uppland     |       | 59.899851, 18.189020 | 10024901090001 | Ladda upp en bild av detta fornminne      |
| Knutby 121:1                     | Gravfält                         |              | Knutby, Uppland     |       | 59.898736, 18.391505 | 10024901210001 | Ladda upp en bild av detta fornminne      |
| Knutby 122:1                     | Stensättning                     |              | Knutby, Uppland     |       | 59.897256, 18.395913 | 10024901220001 | Ladda upp en bild av detta fornminne      |
| Knutby 122:2                     | Stensättning                     |              | Knutby, Uppland     |       | 59.897464, 18.395681 | 10024901220002 | Ladda upp en bild av detta fornminne      |
| Knutby 124:1                     | Stensättning                     |              | Knutby, Uppland     |       | 59.890640, 18.329776 | 10024901240001 | Ladda upp en bild av detta fornminne      |
| Knutby 129:1                     | Stensättning                     |              | Knutby, Uppland     |       | 59.901349, 18.280078 | 10024901290001 | Ladda upp en bild av detta fornminne      |
| Knutby 129:2                     | Stensättning                     |              | Knutby, Uppland     |       | 59.901492, 18.279734 | 10024901290002 | Ladda upp en bild av detta fornminne      |
| Knutby 130:1                     | Stensättning                     |              | Knutby, Uppland     |       | 59.903910, 18.259473 | 10024901300001 | Ladda upp en bild av detta fornminne      |
| Knutby 130:2                     | Stensättning                     |              | Knutby, Uppland     |       | 59.903779, 18.259346 | 10024901300002 | Ladda upp en bild av detta fornminne      |
| Knutby 133:1                     | Fornborg                         |              | Knutby, Uppland     |       | 59.942708, 18.307965 | 10024901330001 | Ladda upp en bild av detta fornminne      |
| Knutby 135:1                     | Stensättning                     |              | Knutby, Uppland     |       | 59.909491, 18.187644 | 10024901350001 | Ladda upp en bild av detta fornminne      |
| Knutby 138:1                     | Gravfält                         |              | Knutby, Uppland     |       | 59.923553, 18.284105 | 10024901380001 | Ladda upp en bild av detta fornminne      |
| Knutby 139:1                     | Stensättning                     |              | Knutby, Uppland     |       | 59.908688, 18.260168 | 10024901390001 | Ladda upp en bild av detta fornminne      |
| Knutby 143:1                     | Stensättning                     |              | Knutby, Uppland     |       | 59.943414, 18.300539 | 10024901430001 | Ladda upp en bild av detta fornminne      |
| Knutby 144:1                     | Stensättning                     |              | Knutby, Uppland     |       | 59.943676, 18.302047 | 10024901440001 | Ladda upp en bild av detta fornminne      |
| Knutby 144:2                     | Stensättning                     |              | Knutby, Uppland     |       | 59.943766, 18.301888 | 10024901440002 | Ladda upp en bild av detta fornminne      |
| Knutby 145:1                     | Stensättning                     |              | Knutby, Uppland     |       | 59.940881, 18.307043 | 10024901450001 | Ladda upp en bild av detta fornminne      |
| Knutby 148:1                     | Röse                             |              | Knutby, Uppland     |       | 59.946418, 18.305259 | 10024901480001 | Ladda upp en bild av detta fornminne      |
| Knutby 149:1                     | Stensättning                     |              | Knutby, Uppland     |       | 59.948091, 18.306100 | 10024901490001 | Ladda upp en bild av detta fornminne      |
| Knutby 150:1                     | Röse                             |              | Knutby, Uppland     |       | 59.946664, 18.302373 | 10024901500001 | Ladda upp en bild av detta fornminne      |
| Knutby 150:2                     | Stensättning                     |              | Knutby, Uppland     |       | 59.946585, 18.302782 | 10024901500002 | Ladda upp en bild av detta fornminne      |
| Knutby 150:3                     | Stensättning                     |              | Knutby, Uppland     |       | 59.946497, 18.302643 | 10024901500003 | Ladda upp en bild av detta fornminne      |
| Knutby 152:1                     | Grav- och boplatsområde          |              | Knutby, Uppland     |       | 59.944955, 18.299337 | 10024901520001 | Ladda upp en bild av detta fornminne      |
| Knutby 155:1                     | Stensättning                     |              | Knutby, Uppland     |       | 59.926559, 18.186221 | 10024901550001 | Ladda upp en bild av detta fornminne      |
| Knutby 155:2                     | Stensättning                     |              | Knutby, Uppland     |       | 59.926357, 18.186307 | 10024901550002 | Ladda upp en bild av detta fornminne      |
| Knutby 155:3                     | Stensättning                     |              | Knutby, Uppland     |       | 59.926274, 18.186244 | 10024901550003 | Ladda upp en bild av detta fornminne      |
| Knutby 162:1                     | Gravfält                         |              | Knutby, Uppland     |       | 59.899470, 18.373183 | 10024901620001 | Ladda upp en bild av detta fornminne      |
| Knutby 165:1                     | Husgrund, förhistorisk/medeltida |              | Knutby, Uppland     |       | 59.901620, 18.372078 | 10024901650001 | Ladda upp en bild av detta fornminne      |
| Knutby 165:2                     | Husgrund, förhistorisk/medeltida |              | Knutby, Uppland     |       | 59.901581, 18.372875 | 10024901650002 | Ladda upp en bild av detta fornminne      |
| Knutby 186:1                     | Gravfält                         |              | Knutby, Uppland     |       | 59.907548, 18.389006 | 10024901860001 | Ladda upp en bild av detta fornminne      |
| Knutby 187:1                     | Fornborg                         |              | Knutby, Uppland     |       | 59.906966, 18.391233 | 10024901870001 | Ladda upp en bild av detta fornminne      |
| Knutby 196:1                     | Stensättning                     |              | Knutby, Uppland     |       | 59.900160, 18.396684 | 10024901960001 | Ladda upp en bild av detta fornminne      |
| Knutby 198:1                     | Stensättning                     |              | Knutby, Uppland     |       | 59.899175, 18.396864 | 10024901980001 | Ladda upp en bild av detta fornminne      |
| Ekudden (Knutby 200)             | Lägenhetsbebyggelse              |              | Knutby, Uppland     |       | 59.858909, 18.294103 | 12000000109604 | Ladda upp en bild av detta fornminne      |